# Bourg-l'Évêque
Pour les articles homonymes, voir L'Évêque et Bourg-l'Évêque (homonymie).
Bourg-l'Évêque est une commune française, située dans le Haut-Anjou du département de Maine-et-Loire, en région Pays de la Loire.
Simple bourg autour d'une église, créé par l'évêque d'Angers à la suite d'un défrichement, Bourg-l'Évêque reste encore aujourd'hui une commune rurale partiellement enclavée par les forêts. Elle est considérée comme une des paroisses les plus pauvres du Haut-Anjou au XVIIIe siècle. Si elle profita de l'exploitation de l'ardoise au XIXe et XXe siècles, elle reste cependant une commune à dominante agricole.

## Géographie

### Localisation
La commune est située dans le Haut-Anjou, à environ 13 km de Pouancé, le chef-lieu de canton, et environ 14 km de Segré, la sous-préfecture.

### Topographie, géologie, relief
Bourg-l'Évêque fait partie de l'unité paysagère du Segréen, et plus particulièrement de la sous-unité paysagère du Pouancéen, qui se caractérise par un paysage vallonné, aux ondulations orientées d'est en ouest où le maillage bocager tend à se densifier au fur et à mesure que l'on descend dans les vallons. Environ un tiers du territoire communal est occupé par la forêt d'Ombrée, au sud. Sur le plan géologique, la commune se trouve sur un terrain schisteux, de formation silurienne provenant du massif armoricain.
La commune se situe en haut d'une ligne de crête. Au nord, l'altitude est d'environ 90 mètres, et monte progressivement jusqu'au bourg de la commune, qui culmine à 102 mètres. Le reste ensuite stable vers le sud, oscillant entre 80 et 90 mètres.

### Climat
Pour des articles plus généraux, voir Climat des Pays de la Loire et Climat de Maine-et-Loire.
En 2010, le climat de la commune est de type climat océanique altéré, selon une étude du CNRS s'appuyant sur une série de données couvrant la période 1971-2000. En 2020, Météo-France publie une typologie des climats de la France métropolitaine dans laquelle la commune est exposée à un climat océanique et est dans la région climatique Bretagne orientale et méridionale, Pays nantais, Vendée, caractérisée par une faible pluviométrie en été et une bonne insolation.
Pour la période 1971-2000, la température annuelle moyenne est de 11,5 °C, avec une amplitude thermique annuelle de 13,8 °C. Le cumul annuel moyen de précipitations est de 743 mm, avec 12,1 jours de précipitations en janvier et 6,2 jours en juillet. Pour la période 1991-2020, la température moyenne annuelle observée sur la station météorologique de Météo-France la plus proche, « Pouancé_sapc », sur la commune d'Ombrée d'Anjou à 12 km à vol d'oiseau, est de 12,4 °C et le cumul annuel moyen de précipitations est de 724,2 mm,. Pour l'avenir, les paramètres climatiques de la commune estimés pour 2050 selon différents scénarios d'émission de gaz à effet de serre sont consultables sur un site dédié publié par Météo-France en novembre 2022.

### Hydrographie
Le territoire de la commune voit naître au nord le ruisseau de Ruthor, qui coule vers l'est en direction de Bouillé-Ménard. Un second ruisseau, au sud, traverse d'ouest en est la commune, délimitant la forêt d'Ombrée.

## Urbanisme

### Typologie
Au 1er janvier 2024, Bourg-l'Évêque est catégorisée commune rurale à habitat dispersé, selon la nouvelle grille communale de densité à sept niveaux définie par l'Insee en 2022.
Elle est située hors unité urbaine. Par ailleurs la commune fait partie de l'aire d'attraction de Segré-en-Anjou Bleu, dont elle est une commune de la couronne,. Cette aire, qui regroupe 6 communes, est catégorisée dans les aires de moins de 50 000 habitants,.

### Occupation des sols
L'occupation des sols de la commune, telle qu'elle ressort de la base de données européenne d’occupation biophysique des sols Corine Land Cover (CLC), est marquée par l'importance des territoires agricoles (58,2 % en 2018), une proportion sensiblement équivalente à celle de 1990 (58,9 %). La répartition détaillée en 2018 est la suivante : 
terres arables (41,7 %), forêts (35,4 %), prairies (16,5 %), zones urbanisées (5,9 %), mines, décharges et chantiers (0,6 %). L'évolution de l’occupation des sols de la commune et de ses infrastructures peut être observée sur les différentes représentations cartographiques du territoire : la carte de Cassini (XVIIIe siècle), la carte d'état-major (1820-1866) et les cartes ou photos aériennes de l'IGN pour la période actuelle (1950 à aujourd'hui).

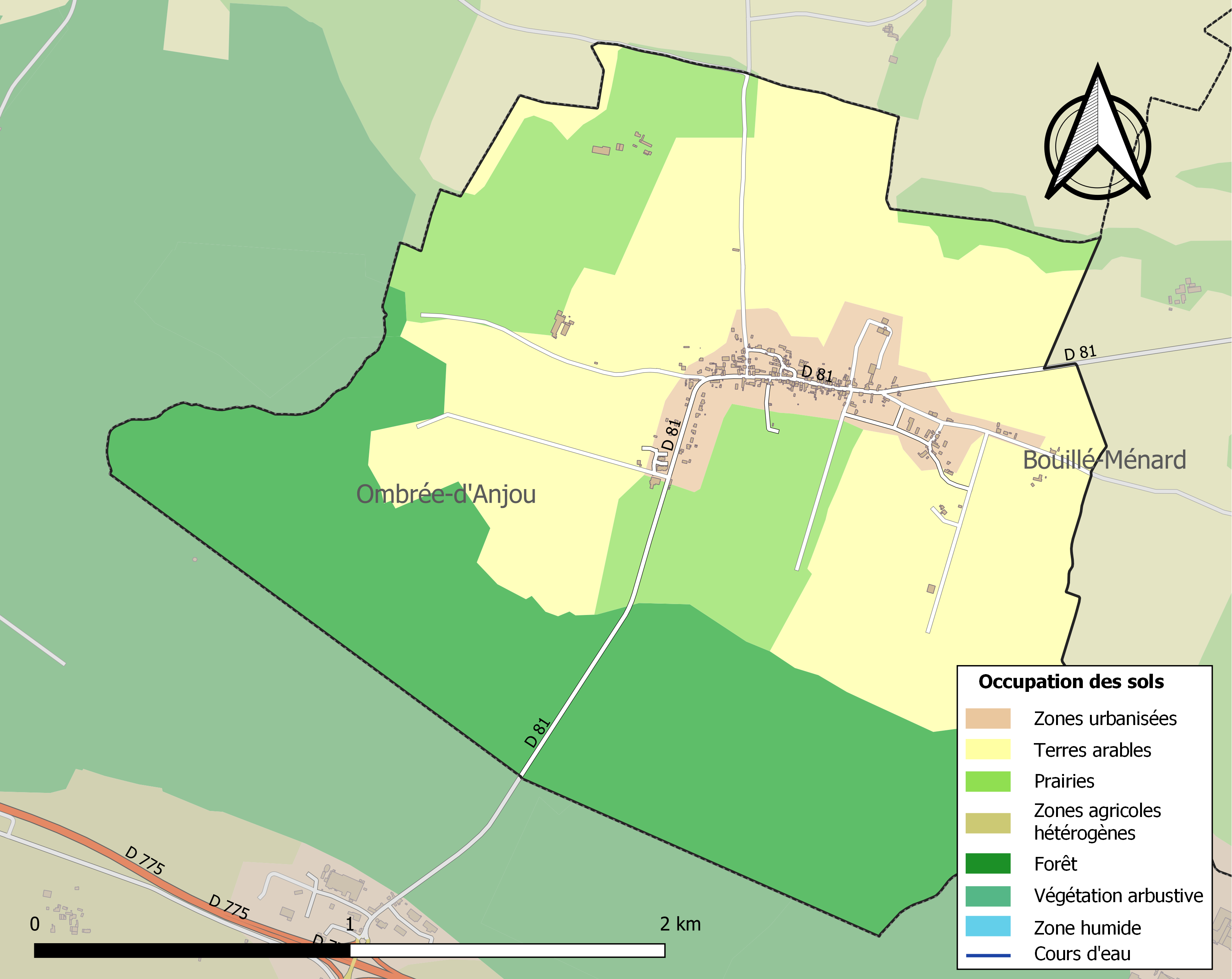
Carte des infrastructures et de l'occupation des sols de la commune en 2018 (CLC).

## Toponymie
Via quae vadit de Capella ad Burgum Episcopi vers 1250.

## Histoire

### Préhistoire et Antiquité
À ce jour, il n'a été retrouvé aucun vestige permettant d'affirmer une présence humaine sur le territoire de Bourg-l'Évêque. Seuls des noms de lieux-dits peuvent faire penser à une éventuelle présence de mégalithes. Jusqu'à la période féodale, le territoire de la commune est entièrement recouvert de landes et de forêts.

### Moyen Âge
Les seigneurs de Bouillé, suzerains du seigneur de Pouancé, font défricher une partie de leur domaine vers les XIe et XIIe siècles et en font don à l'évêque d'Angers, Ulger. Celui-ci y fonde un bourg et une église, et en fait don en 1148 au chapitre religieux Saint-Maurice d'Angers. En 1157, Guillaume de Pouancé donne au chapitre des droits sur la forêt d'Ombrée. Vers 1250, le village est mentionné par le nom de « Burgum Episcopi ».

### Ancien régime et Révolution
Au XVIIIe siècle, la paroisse est considérée comme une des paroisses les plus pauvres de l'élection d'Angers, à cause de la faible présence de terres labourables. La population ne dépasse pas 400 habitants, qui payent 268 livres pour le vingtième, 540 livres pour la taille et 218 pour la capitation. Les impôts rentrent mal, ruinant les collecteurs. La paroisse ne dispose d'aucune sage-femme, d'aucun chirurgien, et d'aucune école.
En 1790, la commune de Bourg-l'Évêque intègre la canton de Bouillé-Ménard avec huit autres communes. Le curé prête serment puis disparaît. Des nombreux chouans profitent de la forêt d'Ombrée pour s'y réfugier.

### Époque contemporaine
En 1804, le canton de Bouillé-Ménard est démantelé, Bourg-l'Évêque intègre le canton de Pouancé. Le village va profiter des mines d'ardoises de Misangrain, à Combrée, qui se développent à la fin du XIXe siècle.
Pendant la Première Guerre mondiale, 15 habitants perdent la vie. Lors de la Seconde Guerre mondiale, 2 habitants sont tués dont un en déportation.

## Politique et administration
Bourg-l'Évêque est située dans le canton de Pouancé, arrondissement de Segré, dans le département de Maine-et-Loire. La commune comptant moins de 500 habitants, son conseil municipal est constitué de 11 élus.

### Administration municipale
| Période                                  | Période                   | Identité             | Étiquette | Qualité                      |
| ---------------------------------------- | ------------------------- | -------------------- | --------- | ---------------------------- |
| 20 juin 1800                             | 1808                      | Maslin               |           |                              |
| 1808                                     | janvier 1815              | Michel-Joseph Jallot |           |                              |
| 15 janvier 1815                          | mars 1815                 | Desbois              |           |                              |
| 13 mars 1815                             | 1826                      | André Denuault       |           |                              |
| 1826                                     | 1830                      | François Burin       |           |                              |
| 1830                                     | 1856                      | Michel Jallot        |           |                              |
| 1856                                     | 1858                      | Pierre Coconnier     |           |                              |
| 1858                                     | 1878                      | Jean Peteul          |           |                              |
| 1878                                     | 1892                      | René Delaune         |           |                              |
| 1892                                     | 1896                      | Théophile Lemasle    |           |                              |
| 1896                                     | 1904                      | René Delaune         |           |                              |
| 1904                                     | 1935                      | François Marsollier  |           |                              |
| 1935                                     | 1953                      | François Mourin      |           |                              |
| 1953                                     | 1966                      | Francis Esnault      |           |                              |
| 1966                                     | 1989                      | Clovis Galon         |           |                              |
| 1989                                     | 2002                      | Jacques Cosnelle     |           | Chef de fabrication retraité |
| 2002                                     | décembre 2015             | Rémy Galon,          |           | Agriculteur retraité         |
| février 2016                             | mai 2020                  | Patrice Fournier     |           |                              |
| mai 2020                                 | En cours (au 26 mai 2020) | Hervé Gaudin         |           |                              |
| Les données manquantes sont à compléter. |                           |                      |           |                              |

### Intercommunalité (1966-1995-2016)
La commune adhère, comme les autres communes du canton de Pouancé, à un syndicat intercommunal à vocation multiple (SIVM) créé en 1966. Celui-ci devient la communauté de communes de la région de Pouancé-Combrée en 1995. Le 14 décembre 2016, elle se retire de la communauté qui est dissoute le lendemain. Le 1er janvier 2017 la commune est rattachée à Anjou Bleu Communauté.

## Population et société

### Démographie

#### Évolution démographique
Dans son Dictionnaire Historique, Géographique et Biographique de Maine-et-Loire, Célestin Port livre le compte de la population de Bourg-l'Évêque sous l'Ancien Régime. La population est exprimée en « feux », c'est-à-dire en foyer de famille. Pour estimer le nombre d'habitants, il faut appliquer un coefficient multiplicateur de 5. En 1720, la paroisse comptait 85 feux, pour 385 habitants.

L'évolution du nombre d'habitants est connue à travers les recensements de la population effectués dans la commune depuis 1793. Pour les communes de moins de 10 000 habitants, une enquête de recensement portant sur toute la population est réalisée tous les cinq ans, les populations de référence des années intermédiaires étant quant à elles estimées par interpolation ou extrapolation. Pour la commune, le premier recensement exhaustif entrant dans le cadre du nouveau dispositif a été réalisé en 2005.

En 2022, la commune comptait 236 habitants, en évolution de −5,98 % par rapport à 2016 (Maine-et-Loire : +2,12 %, France hors Mayotte : +2,11 %).
| 1793 | 1800 | 1806 | 1821 | 1831 | 1836 | 1841 | 1846 | 1851 |
| ---- | ---- | ---- | ---- | ---- | ---- | ---- | ---- | ---- |
| 367  | 294  | 382  | 390  | 380  | 377  | 355  | 342  | 370  |

| 1856 | 1861 | 1866 | 1872 | 1876 | 1881 | 1886 | 1891 | 1896 |
| ---- | ---- | ---- | ---- | ---- | ---- | ---- | ---- | ---- |
| 361  | 384  | 371  | 361  | 321  | 310  | 346  | 354  | 386  |

| 1901 | 1906 | 1911 | 1921 | 1926 | 1931 | 1936 | 1946 | 1954 |
| ---- | ---- | ---- | ---- | ---- | ---- | ---- | ---- | ---- |
| 523  | 504  | 407  | 356  | 374  | 340  | 289  | 271  | 386  |

| 1962 | 1968 | 1975 | 1982 | 1990 | 1999 | 2005 | 2006 | 2010 |
| ---- | ---- | ---- | ---- | ---- | ---- | ---- | ---- | ---- |
| 353  | 319  | 255  | 207  | 198  | 214  | 214  | 211  | 221  |

| 2015 | 2020 | 2022 | - | - | - | - | - | - |
| ---- | ---- | ---- | - | - | - | - | - | - |
| 252  | 234  | 236  | - | - | - | - | - | - |

#### Pyramide des âges
La population de la commune est relativement jeune.
En 2018, le taux de personnes d'un âge inférieur à 30 ans s'élève à 29,0 %, soit en dessous de la moyenne départementale (37,2 %). À l'inverse, le taux de personnes d'âge supérieur à 60 ans est de 26,5 % la même année, alors qu'il est de 25,6 % au niveau départemental.
En 2018, la commune comptait 120 hommes pour 125 femmes, soit un taux de 51,02 % de femmes, légèrement inférieur au taux départemental (51,37 %).
Les pyramides des âges de la commune et du département s'établissent comme suit.
| Hommes | Classe d’âge | Femmes |
| ------ | ------------ | ------ |
| 0,0    | 90 ou +      | 0,8    |
| 4,3    | 75-89 ans    | 10,1   |
| 20,0   | 60-74 ans    | 17,6   |
| 23,5   | 45-59 ans    | 19,3   |
| 26,1   | 30-44 ans    | 20,2   |
| 8,7    | 15-29 ans    | 13,4   |
| 17,4   | 0-14 ans     | 18,5   |

| Hommes | Classe d’âge | Femmes |
| ------ | ------------ | ------ |
| 0,9    | 90 ou +      | 2,1    |
| 7      | 75-89 ans    | 9,5    |
| 16,2   | 60-74 ans    | 16,9   |
| 19,4   | 45-59 ans    | 18,7   |
| 18,2   | 30-44 ans    | 17,5   |
| 18,8   | 15-29 ans    | 17,6   |
| 19,5   | 0-14 ans     | 17,6   |

### Enseignement
Bourg-l'Évêque possède une école élémentaire publique dépendant de l'académie de Nantes, en RPI avec Bouillé-Ménard. Les collèges se trouvent à Pouancé et les lycées se situent à Segré.

### Santé
Il n'y a pas de médecin ni d'infirmier installé à Bourg-l'Évêque. Les plus proches sont basés à Combrée. Les hôpitaux se trouvent à Pouancé ou Segré. La clinique la plus proche se situe à Segré, de même que le service maternité.

### Autres équipements, commerces et tourisme
La commune dispose pour équipement sportif d'un terrain de football et d'un plan d'eau pour la pêche, ainsi que d'une bibliothèque et une salle des fêtes d'une capacité de 90 personnes pour équipement culturel.
Pour le tourisme, la commune est affiliée à l' Office de Tourisme de l'Anjou bleu.

## Économie
Selon l'INSEE, la commune comptait en 2009, hors exploitations agricoles, quatre entreprises dont deux dans l'industrie et deux dans le commerce, le transport, la réparation automobile et les services divers. Six ans plus tard, en 2015, sur les 10 établissements présents, 40 % relèvent du secteur de l'agriculture (pour une moyenne de 11 % sur le département), 10 % du secteur de l'industrie, 10 % de celui de la construction, 20 % du secteur du commerce et des services et 20 % de celui de l'administration et de la santé.

### Agriculture
On compte 9 exploitations agricoles en 2000. Le nombre d'exploitations augmente entre 1988 et 2000, passant de 6 à 9, de même que la superficie cultivée a, elle, augmenté dans cette période, passant de 224 hectares à 296 hectares (55 hectares par exploitation).

### Appellations sur le territoire
La commune possède au total une quinzaine d'appellations sur le territoire:
- AOC - AOP Maine-Anjou ;
- IGP Bœuf du Maine ; Cidre de Bretagne ou Cidre breton ; Farine de blé noir de Bretagne - Gwinizh du Breizh ;
- IGP Maine-et-Loire blanc ; Maine-et-Loire rosé ; Maine-et-Loire rouge ; Val de Loire blanc ; Val de Loire rosé ; Val de Loire rouge ;
- IGP Volailles de Janzé ; Volailles de Loué ; Volailles du Maine ; Volailles d’Ancenis ; Œufs de Loué

## Culture locale et patrimoine

### Lieux et monuments
Bourg-l'Évêque possède peu de bâtiments remarquables. Cependant, parmi les maisons anciennes près de l'église, on trouve une ancienne maison qualifiée de « seigneuriale », appartenant autrefois à l'ancien chapitre Saint-Maurice, mais dont la datation reste encore discutée. On trouve également sur la commune une maison de maître datant du XVIe siècle, possédant des encadrements en pierre bleue et une tourelle coiffée en poivrière. L'église même, datant du XIXe siècle, possède une simple nef avec un transept peu marqué. Le clocher consiste en une tour hors-œuvre, surmontée d'une flèche.